# John Culberson
John Abney Culberson, född 24 augusti 1956 i Houston, Texas, är en amerikansk republikansk politiker. Han representerade delstaten Texas sjunde distrikt i USA:s representanthus 2001–2019.
Culberson avlade 1981 grundexamen i historia vid Southern Methodist University och 1989 juristexamen vid South Texas College of Law.
Culberson blev invald i representanthuset i kongressvalet 2000. Han profilerade sig som en stark anhängare av Irakkriget.